# Monanthotaxis littoralis
Monanthotaxis littoralis là loài thực vật có hoa thuộc họ Na. Loài này được (Bagsh. & Baker f.) Verdc. mô tả khoa học đầu tiên năm 1971.